# 서유정
서유정(1977년 12월 31일~)은 대한민국의 배우이다. 1996년 MBC 25기 공채 탤런트로 데뷔하였다.
본격적인 연예계 데뷔는 1996년 MBC 25기 공채 탤런트로 입사했을 때 부터다. 본명은 이유정이나, 동명이인 연예인과의 혼동을 피하기 위해 서유정으로 이름을 바꾸었다. 안양예술고등학교 무용과 2학년에 재학 당시 모델로 활동하다 숭의여자대학교 무용과에 입학하자마자 어머니 권유로 탤런트 시험에 응시, 합격하였다. 이후, 여러 단역을 전전하다 MBC 창사특집극 《황금깃털》의 조역으로 비중있는 역할을 맡게 되었다. 1997년 공전의 히트를 기록한 인기드라마 MBC 《그대 그리고 나》에서 연예인이 되기 위해 30만원을 들고 무작정 상경한 철부지 막내딸 상욱 역을 맡아 인기를 끌었다.

## 학력
- 부천북초등학교(졸업) 90년
- 부천여자중학교(졸업) 93년
- 안양예술고등학교 연극영화과(졸업) 96년
- 숭의여자대학교 무용학과(졸업) 01학번
- 한양대학교 연극영화학과 02학번

## 연기 활동

### 텔레비전 드라마
| 연도      | 방송사 | 제목                                           | 배역             | 비고     |
| --------- | ------ | ---------------------------------------------- | ---------------- | -------- |
| 1996      | MBC    | 황금깃털                                       |                  |          |
| 1997      | MBC    | 미망                                           |                  |          |
| 1997      | MBC    | 별은 내 가슴에                                 |                  |          |
| 1997      | MBC    | 간이역                                         |                  |          |
| 1997      | MBC    | 남자 셋 여자 셋                                |                  |          |
| 1997      | MBC    | 그대 그리고 나                                 | 박상옥           |          |
| 1998      | MBC    | 사랑밖엔 난 몰라                               |                  |          |
| 1998      | MBC    | 내일을 향해 쏴라                               | 나리             |          |
| 1999      | MBC    | 햇빛속으로                                     | 강재숙           |          |
| 1999      | SBS    | 당신은 누구시길래                              | 김유진           |          |
| 1999      | SBS    | 첼로                                           | 안수주           |          |
| 1999      | MBC    | MBC 베스트극장 - 소영이 즈그 엄마              | 영숙             |          |
| 2000      | MBC    | 세 친구                                        |                  |          |
| 2001      | KBS1   | 우리가 남인가요                                | 서미애           |          |
| 2001      | SBS    | 오픈드라마 남과 여 - 그녀와 헤어지기 몇시간 전 | 현수             |          |
| 2001      | MBC    | 네이비                                         | 유진             |          |
| 2002      | KBS2   | 잘난 걸 어떡해                                 | 서유정           |          |
| 2002      | KBS2   | KBS 드라마시티 - 아주 특별한 동행              | 영란             |          |
| 2002      | MBC    | MBC 베스트극장 - 테헤란 연가                   | 박마리           |          |
| 2002      | SBS    | 오픈드라마 남과 여 - 우연                      | 혜림             |          |
| 2003      | MBC    | 죽도록 사랑해                                  | 정은             |          |
| 2003      | MBC    | MBC 베스트극장 - 내 딸 소란이                  | 신소란           |          |
| 2003      | SBS    | 오픈드라마 남과 여 - 벽장 속의 남자            | 윤희             |          |
| 2003      | MBC    | 성녀와 마녀                                    | 문하란           |          |
| 2004      | SBS    | 오픈드라마 남과 여 - 해피 에로 허니문          | 난희             |          |
| 2005      | MBC    | MBC 베스트극장 - 나는 살고 싶다                | 선영             |          |
| 2005      | KBS1   | 어여쁜 당신                                    | 이선미           |          |
| 2005      | KBS2   | KBS 드라마시티 - 그녀의 아름다운 라디오        | 이미란           |          |
| 2006      | MBC    | MBC 베스트극장 - 봄行                          | 송영애           |          |
| 2006      | KBS2   | 그 여자의 선택                                 | 안진진           |          |
| 2007      | KBS2   | KBS 드라마시티 - 기억상실증에 걸린 저승사자    | 수연             |          |
| 2007      | MBC    | 뉴하트                                         | 김수련           | 특별출연 |
| 2008      | SBS    | 불한당                                         | 경희             |          |
| 2008      | KBS2   | KBS 드라마시티 - 비밀, 당신만 모르는           | 안희영           |          |
| 2008~2009 | SBS    | 가문의 영광                                    | 하태영의 전 부인 |          |
| 2009      | KBS2   | 전설의 고향 - 묘정의 구슬                      | 홍빈             |          |
| 2010      | MBC    | 분홍립스틱                                     | 김미란           |          |
| 2011      | MBC    | 로열 패밀리                                    | 양기정           |          |
| 2011      | SBS    | 내일이 오면                                    | 박현숙           |          |
| 2014      | JTBC   | 유나의 거리                                    | 김미선           |          |
| 2015      | tvN    | 신분을 숨겨라                                  | 엄인경           |          |
| 2016      | KBS1   | 별난가족                                       | 설공주           |          |
| 2016      | SBS    | 우리 갑순이                                    | 반지아           |          |
| 2018      | tvN    | 미스터 션샤인                                  | 홍파             |          |
| 2018      | OCN    | 신의 퀴즈: 리부트                              | 신연화           |          |
| 2022      | KBS2   | 붉은 단심                                      | 윤씨 부인        |          |

### 영화
| 연도 | 제목             | 배역             | 비고 |
| ---- | ---------------- | ---------------- | ---- |
| 2007 | 두 사람이다      | 가인의 막내 고모 |      |
| 2008 | 전투의 매너      | 현지우           |      |
| 2008 | 죽이고 싶은 남자 | 은아             |      |
| 2009 | 청담보살         | 주영             |      |
| 2009 | 결혼식 후에      | 최민희           |      |

## 연기 외 활동

### 텔레비전 프로그램
- 1998년 HBS 《연예특급》 MC
- 2010년 SBS 《일요일이 좋다 - 골드미스가 간다》

### 광고
| 연도 | 제목                                  |
| ---- | ------------------------------------- |
| 1996 | 일렘 - 서유정                         |
| 1997 | 내츄럴베이커리 - 밥세대               |
| 1997 | 이지업 실키투웨이케익 - 때리지 마     |
| 1997 | 이지업 매티파잉 - 바꿔버려            |
| 1998 | 이지업 픽스에이트 - 아침에 한번       |
| 1998 | 이지업 UV클리어 - 피부가 깨어난다     |
| 1998 | 이지업 퓨어리스트 - 천상천하 유아독존 |
| 1999 | 엔크린 - 서유정                       |